# Närstridskniv

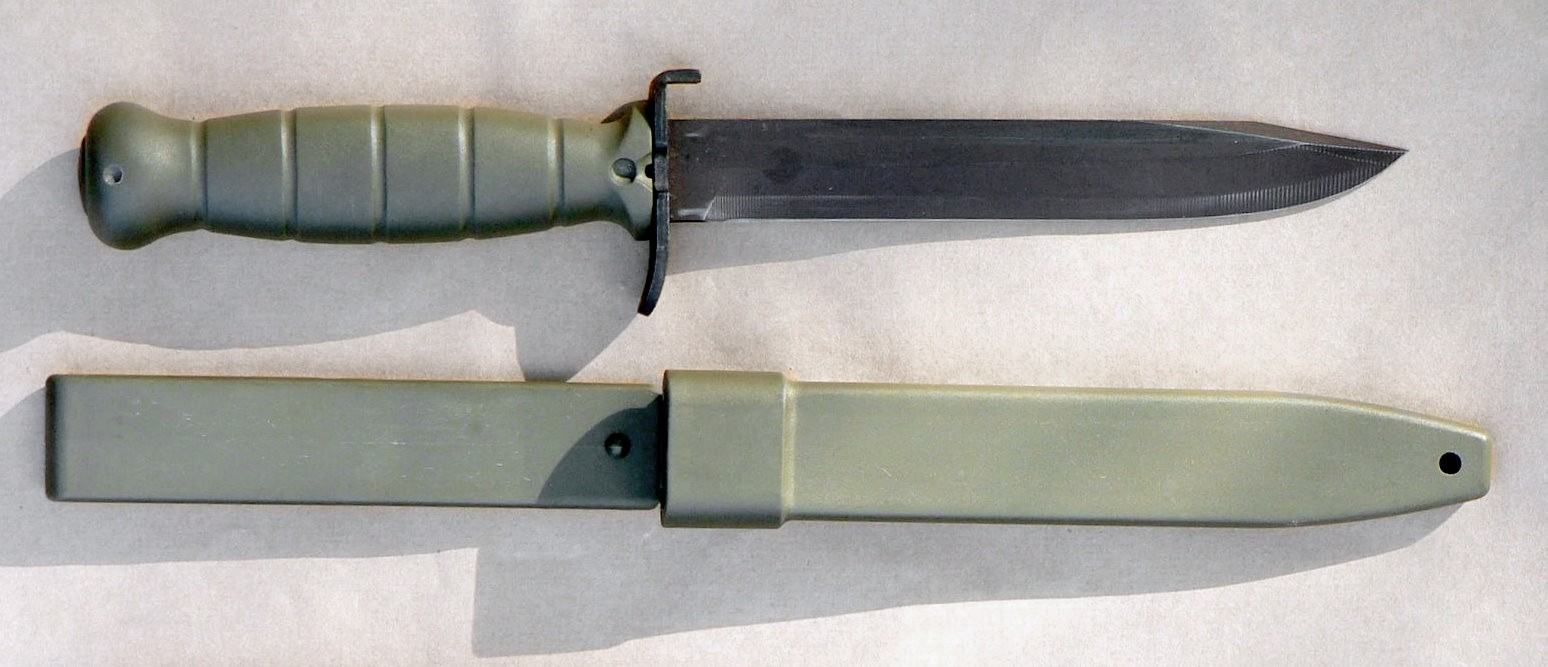
Glock Feldmesser 78 är en modern närstridskniv med handtag och slida gjord i en nylonbaserad polymer.

Närstridskniv, kniv med särskilt syfte att användas vid närstrid, mer särskilt närkamp. Några av de mest kända närstridsknivstyperna är brittiska Fairbairn-Sykes, och amerikanska marinkårens KA-BAR.